# Joanna Wichmann
Joanna (Anna) Wichmann (Essen, 5 januari 1905 – Bonn, 27 september 1985) was een Duitse textielkunstenares die van 1928 tot 1939 in Nederland werkzaam was. Zij is een belangrijke representant van de zogenaamde Duitse school.

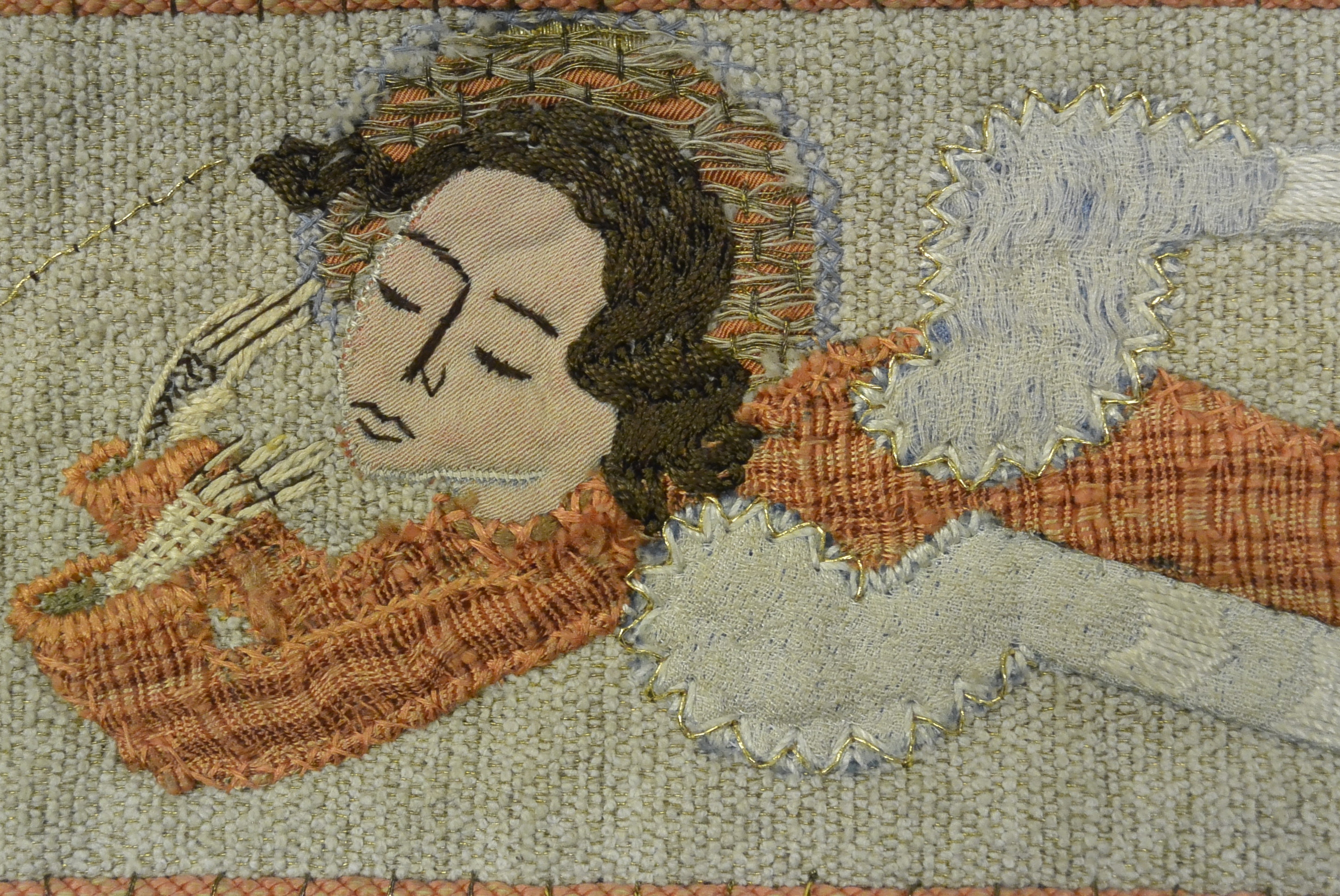
Detail kazuifel van Joanna Wichmann, jaren dertig

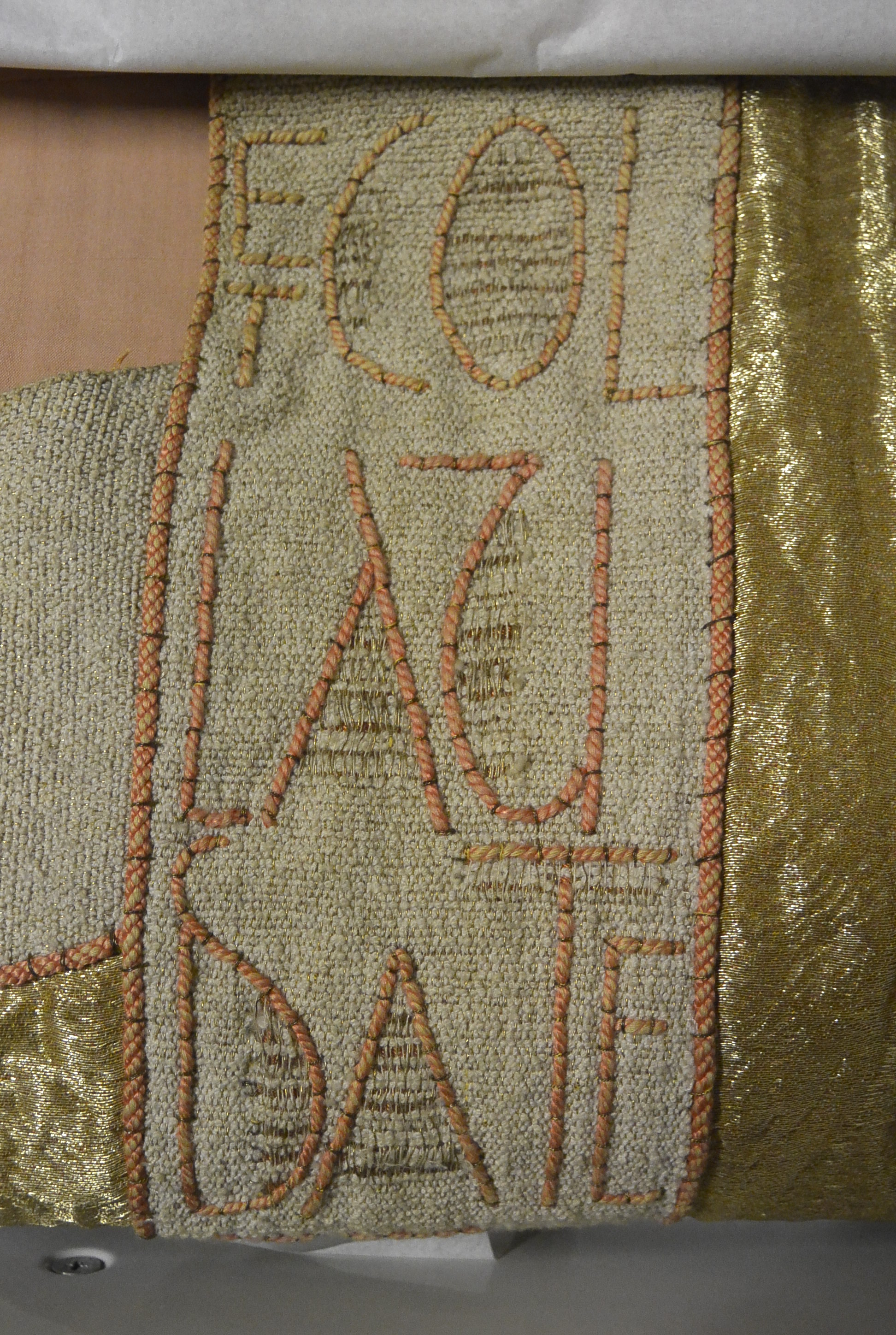
Detail dalmatiek van Joanna Wichmann, jaren dertig

## Biografie
Joanna Wichmann werd op 5 januari 1905 geboren als dochter van Joseph Pittig en Petronella Theodora Sanders. Zij werd geadopteerd door Heinrich Wichmann en Katharina Vogt. Wichmann studeerde tot 1927 aan de Folkwangschule te Essen, waar zij les kreeg van onder anderen Karl Kriete en Jos van Heekern. Vervolgens werkte zij twee jaar samen met de schilder Martin Monnickendam in Amsterdam. In 1928 werd er voor het eerst een tentoonstelling aan haar werk gewijd, in het Sint-Bernulphushuis te Amsterdam. Vanaf dat jaar tot 1931 werkte zij voor het Sint-Bernulphushuis, vervolgens voor het Instituut voor Kerkelijke Kunst Sint-Bonifatiushuis, eveneens in Amsterdam. Wichmann kreeg hier de leiding over het atelier voor liturgische gewaden en vaandels. In 1938 werd het instituut opgeheven. In dat jaar huwde zij te Siegburg met W. Bierther en in 1939 vestigden zij zich in Bonn.

## Werk
Joanna Wichmann ontwierp en vervaardigde vooral kerkelijke gewaden, vaandels en wandkleden. Haar werk kenmerkt zich door een grote soberheid. De gebruikte stoffen zijn soepel en eenkleurig. Naast ongedecoreerde stoffen gebruikte zij moderne zijdedamasten, van onder anderen Johan Thorn Prikker, en handgeweven stoffen van Greten Neter-Kähler. Deze laatste was bij het Bauhaus opgeleid en woonde net als Wichmann in Amsterdam. Het werk van Wichmann is minimaal gedecoreerd, met kleine, schematisch weergegeven figuren. Zij gebruikte veelvuldig teksten als decoratie, bestaande uit naast of boven elkaar geplaatste slanke kapitalen. In de loop van de jaren dertig werden haar figuren steeds hoekiger en sterker gestileerd, met grote handen, voeten en hoofden. De belangrijkste werken van Joanna Wichmann zijn voorzien van het monogram AW of JW, op de voering is vaak haar volledige naam en adres in Amsterdam aangebracht.
Wichmann paste verschillende technieken toe, zoals batik en handdruk, kruissteek en witborduurwerk, maar zij maakte vooral gebruik van applicaties, vastgezet en gedetailleerd met diverse borduursteken.

## Navolging
In Nederland werd het werk van Joanna Wichmann zeer goed ontvangen. De door haar en haar landgenote Hildegard Fischer geïntroduceerde stijl kreeg al snel een naam: de moderne Duitse school. Tot eind jaren dertig werd haar werk goed verkocht en regelmatig geëxposeerd. Joanne Wichmann leidde diverse Nederlandse borduursters op, onder wie Ernee ’t Hooft, Johanna Klijn en Gerda Blankenheym.